# Juan Ricardo Lozano
 Juan Ricardo Lozano Amaya (Bogotá, 23 de septiembre de 1965) es un actor y humorista colombiano, conocido por su participación en el programa humorístico en la radio La Luciérnaga y de la televisión colombiana Sábados Felices y por sus personajes como Alerta, El Cuentahuesos y El coordinador.

## Biografía
Juan Ricardo Lozano nació en Bogotá el 23 de septiembre de 1965. Graduado de la Universidad Distrital Francisco José de Caldas de la carrera de Lingüística y Literatura. y recibió su título como abogado de la Universidad Autónoma de Colombia.
Lozano ingresó a la Universidad Distrital Francisco José de Caldas donde estudió Lingüística y Literatura. Allí dio rienda suelta a su amor por el arte, la escena y el teatro vinculándose al grupo de teatro llamado "Alquimera" 
Como otro de sus sueños ingresó a la Universidad Autónoma a completar su educación, y es allí precisamente donde estudió Derecho por vocación y se graduó de abogado.
En 2000 participó en el récord Guiness de El Humorista Más Rápido del Mundo, quedando en segundo lugar.
En 2006, participó en la película "Cartas al Gordo" con el director Dago García.
Protagonizó para el cine en 2007 junto a otro conocido humorista, Pedro González, Don Jediondo, la película Muertos de Susto, dirigida por Harold Trompetero.
También ha participado en el programa La Luciérnaga, de Caracol Radio y ha representado a Colombia ante el mundo en el Festival Internacional del Humor en todas sus versiones, excepto en 2017.
En 2008, junto a su colega abogado y también humorista de Sábados Felices, Heriberto Sandoval, la Universidad Autónoma de Colombia le haría un reconocimiento por su destacada labor en el ámbito social.
En 2011 hizo una medianamente exitosa gira por toda Europa, concentrando mayor parte de ella en España.
Como varios de sus colegas, ingresó al programa de humor Sábados Felices tras participar en varias ocasiones en el concurso Los Cuentachistes, en 1990. Se ha destacado por su personaje de Alerta (un locutor de noticias cómicas basado en Cristóbal Américo Rivera) y El Cuentahuesos, quien con sus chistes cortos, buenos y malos, se hace esperar en la sección «El Paredón», que cierra cada sábado el programa. Caracol TV.
En noviembre de 2011 sufrió un preinfarto y fue ingresado en una clínica de Bucaramanga, en el departamento de Santander, donde se recuperó satisfactoriamente; información que circuló por redes sociales donde hablaba de la muerte del humorista fue desmentida y calificada por su familia como "una broma pesada".
El actor y humorista también participa activamente en causas benéficas, como la Fundación Alerta por Colombia, que ha conseguido apoyar a niños de escasos recursos a través de diversas donaciones que comprenden ropa y calzado nuevo, así como elementos deportivos, comida y frazadas. 
El reconocido 'cuentachistes' fue retirado de Caracol Televisión en enero de 2018, al no renovársele el contrato debido diferencias con algunos directivos del canal, entre ellos con Juan Ignacio Velásquez; aunque vale la pena señalar que había tenido roces con él en los últimos meses por dos razones: un permiso para salir fuera del país a hacer una presentación y su ausencia en la versión del Festival Internacional del Humor de 2017.
Juan Lozano también fue candidato al senado por el Partido Liberal Colombiano con el número 69, no resultó elegido.[cita requerida]

## Vida privada
Es seguidor del equipo de fútbol Millonarios.

### Personajes
- Alerta
- Tontoniel
- El Detective
- La Mona Porras
- El Mecánico
- El paco
- El refresco
- El Zorro
- El Galeron llanero
- El rejetón
- Chaplin
- El Cuenta Huesos
- Cañaberal
- Don Tapita
- El coordinador
- Echeverry
- Uribito

## Filmografía

### Televisión
- La casa de los famosos Colombia[13] (2025) 11.vo eliminado
- Sábados felices (1990 - 2018)

### Cine
- Muertos de Susto

### Teatro
- El Kamasutra de Tontoniel (2009)[14]

- Náufragos en Bola ta 2 (2011)[15]

### Radio
- La Luciérnaga (1993-presente)

Tropicana FM en Bogotá y para el resto del país.